# Olga Cribilleros
Olga Amelia Cribilleros Shigihara (Trujillo, 18 de junio de 1967) es una profesora y política peruana. Fue congresista de la república en reemplazo de la destituida Tula Benites, desde el 1 de abril del 2008.

## Biografía
Nació en la ciudad de Trujillo, el 18 de junio de 1967.
Es licenciada como profesora de educación primaria en la Universidad Nacional de Trujillo. Entre el 2012 y el 2020 ejerció la docencia universitaria en la Universidad Privada Antenor Orrego de la misma ciudad.

## Carrera política
Es miembro del Partido Aprista Peruano y su primera participación política se dio en las elecciones municipales de 1993 cuando fue elegida como regidora para la provincia de Trujillo.
Posteriormente se presentó como candidata al Congreso de la República por el mismo partido en las elecciones parlamentarias del 2006, sin embargo, quedó ubicada como primera accesitaria.

### Congresista de la República
Ante la destitución de la congresista Tula Benites por sus cuestionamientos sobre su asesora parlamentaria, Cribilleros fue convocada para ocupar el cargo de Benites al quedar como acccesitaria y juramentó como congresista de la república el 1 de abril del 2008 para el periodo parlamentario 2006-2011.
En el parlamento ejerció como vicepresidenta de la Comisión de la Mujer y como presidenta de la Comisión Especial encargada de las investigaciones contra la congresista nacionalista Nancy Obregón. Fue también vicepresidenta de la Comisión de Educación.
Intentó ser reelegida en las elecciones parlamentarias del 2011, sin embargo, no resultó reelegida. Tras no ser reelecta en 2011, postuló nuevamente al cargo de regidora de Trujillo en las elecciones municipales del 2018 resultando elegida.
Para las elecciones generales del 2021, Cribilleros decidió participar como candidata a la segunda vicepresidencia en la plancha presidencial de la exministra Nidia Vílchez por el Partido Aprista Peruano. Sin embargo, la candidatura quedó retirada de las elecciones.